# 伯恩哈茨貝 (紐約州)
伯恩哈茨貝（英語：Bernharts Bay）是位於美國紐約州奧斯威戈縣的非建制地區。

## 歷史
伯恩哈茨貝的郵局自1850年營運至今。

## 地理
伯恩哈茨貝所處的海拔為高於海平面119米（即390英呎），而該地所採用的時區為UTC-5，即北美东部时区（EST）。同時該地設有夏令時間，為UTC-5調快一小時，即UTC-4（EDT）。